# United (álbum de Phoenix)
United es el primer álbum de estudio de la banda francesa indie pop Phoenix, lanzado en 2000. Los sencillos lanzados del álbum incluyen "Too Young", "If I Ever Feel Better" y "Party Time".

## Lista de canciones
Todas las canciones escritas y compuestas por Phoenix. 
| N.º | Título                                                       | Duración |  |
| 1.  | «School's Rules»                                             | 1:32     |  |
| 2.  | «Too Young»                                                  | 3:19     |  |
| 3.  | «Honeymoon»                                                  | 5:00     |  |
| 4.  | «If I Ever Feel Better»                                      | 4:26     |  |
| 5.  | «Party Time»                                                 | 2:14     |  |
| 6.  | «On Fire»                                                    | 2:49     |  |
| 7.  | «Embuscade»                                                  | 3:57     |  |
| 8.  | «Summer Days»                                                | 3:15     |  |
| 9.  | «Funky Squaredance" - "Part One" - "Part Two" - "Part Three» | 9:38     |  |
| 10. | «Definitive Breaks»                                          | 1:40     |  |

US/iTunes bonus track
| N.º | Título                         | Duración |  |
| 11. | «Too Young» (Zoot Woman Remix) | 3:53     |  |

## Personal
Phoenix
- Laurent Brancowitz
- Christian Mazzalai
- Deck d'Arcy
- Thomas Mars Jr.

Músicos adicionales
|  | - Rob – clavinet ("School's Rules", "Too Young", "If I Ever Feel Better", "Embuscade") - Cubain – percusiones ("Too Young", "Honeymoon", "On Fire", "Embuscade") - Sandrine Longuet – arpa ("Honeymoon") - Jean-Philippe Dary – clavinet ("On Fire") - Julia y Oliza – coros ("On Fire") - Camille Baz Baz – órgano hammond ("On Fire") - Hugo Ferran – saxofón ("On Fire", "Embuscade", "Definitive Breaks"), arreglo de cuerda y cuerno ("Embuscade", "Summer Days") - Andrew Crocker – trompeta ("On Fire", "Embuscade") - Thomas Bangalter – Yamaha CS-60 synthesizer ("Embuscade") - Paddy Sherlock – trombón ("Embuscade") - P. Nadal – conducción de cuerdas ("Embuscade", "Summer Days") | - Marlon - batería ("Summer Days", "Funky Squaredance Part One") - Eddie Efira – pedal de acero ("Summer Days", "Funky Squaredance Part One") - Bryce de la Menardière – Epinette ("Funky Squaredance Part One") - The Love Choral Society – screams ("Funky Squaredance Part Two") - Morgan – órgano Hammond y Wurlitzer ("Funky Squaredance Part Two") - Pedro Winter – sintetizador Rapman ("Funky Squaredance Part Two") - Noe Efira – guitarra líder small>("Funky Squaredance Part Three") - The Arcysian Vocal Ensemble – coros ("Funky Squaredance Part Three") - The Hector Berliz Choir – voz ("Funky Squaredance Part Three") - Jean-Claude Soubeyrand – conducción ("Funky Squaredance Part Three) - Junior Carrera – guitarra ("Definitive Breaks") |

Producción y diseño
- Phoenix – producción y mezcla ("Definitive Breaks")
- Stephane Briat aka Alf – producción, grabación, mezcla ("Embuscade")
- Alex Firla – producción y grabación
- Philippe Zdar – mezcla (todas las canciones excepto "Embuscade", "Party Time" y "Definitive Breaks")
- Jean-Paul Gonnod – mezcla ("Too Young")
- Julian Delfaud – mezcla ("Party Time", "Definitive Breaks")
- Mike March – masterización
- Alexandre Courtlès – diseño de portada
- Félix Lahrer – portada

## Posicionamiento
| Año  | Lista              | Posición más alta |
| ---- | ------------------ | ----------------- |
| 2001 | Francia (SNEP)     | 90                |
| 2004 | Noruega (VG-lista) | 37                |